# ئی‌ام‌دی جی۸
ئی‌ام‌دی جی۸ (انگلیسی: EMD G8) یک لوکوموتیو دیزلی ساخت شرکت جنرال موتورز دیزل و الکترو-موتیو دیویژن بوده است.
این لوکوموتیو که مابین سال‌های ۱۹۵۴ تا ۱۹۶۵ تولید می‌شده دارای ۸ سیلندر و ۶۶٫۲ تن بزرگ وزن بوده است.